# 母鸡搬家
《母鸡搬家》是一部中国上海美术电影制片厂制作的动画短片，于1979年上映，取材于少儿舞蹈《母鸡搬进新楼房》。

## 剧情简介
有三只不同颜色的母鸡接到了搬家通知，从旧房子搬进新楼房。搬家途中，它们随身携带了玉米、被子、雨伞等它们各自的必需品，搬进新家后，它们发现，新家的设施齐全，它们带的东西已然用不到了。